# Juhász Anna (irodalmár)
Juhász Anna (Budapest, 1980. november 24. –) magyar irodalmár, kulturális menedzser, Juhász Ferenc költő fiatalabb lánya.

## Életpályája
Felsőfokú tanulmányait az ELTE bölcsészkarán végezte irodalom szakon, emellett párhuzamosan járt Rómában a La Sapienza Egyetemre, szakdolgozatát az olaszországi magyar emigrációról írta. Az olasz fővárosban a Római Magyar Akadémia telefonos ügyintézőjeként és a vatikáni magyar nagykövetség programvezetőjeként tevékenykedett. Hazatérése után kulturális szervezői munkáját a Farkas István Alapítvány ügyvezetőjeként kezdte, majd hat évig a Magyar Könyvterjesztők és Könyvkiadók Egyesülésének alkalmazásában a nemzetközi és hazai könyvvásárok szervezője volt. 2010-ben megalapította a  Hadik Irodalmi Szalont a Hadik Kávéházban. 2014 őszétől a Centrál kávéház művészeti vezetője, 2013 óta a New York Kávéház és Palota sorozatának, a New York Művész Páholynak alapító-vezetője. 2012 óta a Seedling Trust – Csemete Alapítvány irodalmi munkatársa, önkéntes. Egyéb estek mellett a Kieselbach Galériában is tart kulturális rendezvényeket, illetve ő az Arany Medál-díj közönségelismerés átadásának háziasszonya. 2014 óta a Libri csoport munkatársaként is tevékenykedik, korábban a Scolar Kiadónál is dolgozott.
2017-től a Várkert Bazár irodalmi sorozatának, a Várkert Irodalomnak alapító-szerkesztője. 2018 tavaszától a Városliget Café irodalmi sorozatának, a MiroArt Esteknek az alapító-vezetője.
2013-ban jelent meg a Libri Kiadó gondozásában a Szikora Róbert életéről szóló Szikora Róbert – Ünnep című életrajzi kötete, amely két évvel később aranykönyv lett. 2013-ban egy éven keresztül szerkesztette, lektorálta Vásáry Tamás Üzenet című, önéletrajzi kötetét.
2018-ban édesapjáról, Juhász Ferencről írt és szerkesztett könyvet A mindenség szerelmese / Juhász Ferenc 90 címmel. Szintén 2018-ban azonos címmel dokumentumfilmet forgatott és mutatott be, melyben Törőcsik Maritól Kányádi Sándorig, Rúzsa Magdolnától Vecsei H. Miklósig mesélnek a hazai alkotók Juhász Ferencről.
2017-től a legendás balatonfüredi Anna-bál háziasszonya. 2017-ben megkapta a Gödöllő Városért Díjat. 2017 februárjában a Hadik irodalmi Szalon Highlights of Hungary díjban részesült.
2018 júniusában megalapítja a Pura Poesia Irodalmi notesz videóblogot, amelynek adásaiban hírességeket kérdez irodalmi kötődéséről.
2017. szeptember 23-án férjhez ment Csáky Attila producerhez. 2018. május 31-én megszületett kislánya, Csáky-Juhász Hermina.
2019. decemberétől Újbuda kulturális nagykövete.